# جورج كينيلي
جورج كينيلي (بالإنجليزية: George Kenneally)‏ هو لاعب كرة قدم أمريكية أمريكي، ولد في 12 أبريل 1902 في جنوب بوسطن ‏ في الولايات المتحدة، وتوفي في 3 سبتمبر 1968.